# Terorismus zaměřený na pitnou vodu

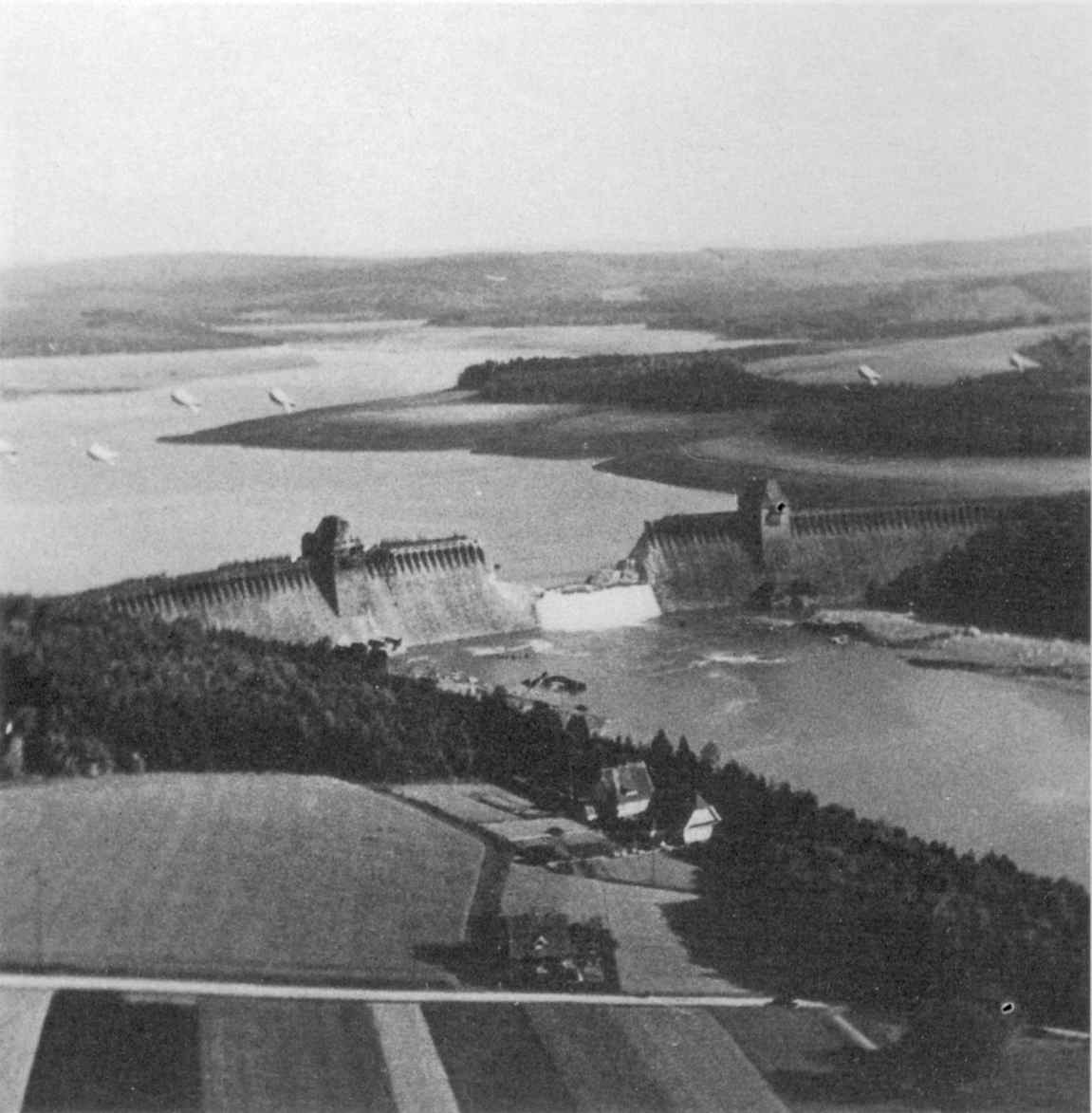
Bombou poškozená přehrada Möhne, která sloužila jako zdroj pitné vody pro okolní obce (1943)

Terorismus zaměřený na infrastrukturu zásobování pitnou vodou je jedním z druhů terorismu, který je zaměřený na útoky na infrastrukturu zásobování pitné vody skrz chemickou, biologickou nebo technickou sabotáž za účelem dosažení cílů jednotlivce či skupiny teroristů. Zdroje pitné vody jsou cílem útoků již před 2 500 let, avšak v posledních dvou staletích se útoky nezaměřují jen na zdroje vody, ale i na vodohospodářskou infrastrukturu, jako úpravny vody, čerpací stanice nebo vodovodní přivaděče. Skutečnost, že vodohospodářská infrastruktura je důležitým cílem teroristických útoků, je i skutečnost, že Al-Káida v roce 2002 vydala manuál, jak sabotovat zdroje pitné vody napříč Amerikou.
Druhy těchto útoků lze rozdělit na kontaminaci vody chemickými a biologickými kontaminanty, útoky na technická zařízení vodohospodářské infrastruktury a útoky na vodohospodářské pracovníky.

## Prevence
Jednou z možností prevence je důkladné vypracování Water Safety Plan (v Česku pod názvem riziková analýza). Tento dokument analyzuje možná místa případného teroristického útoku a řeší mezery v bezpečnosti.

## Příklady chemických a biologických útoků
- 1945: Ustupující německá vojska otrávila pitnou vodu v severních Čechách napojením odpadní kanalizace do vodovodního řadu
- V 60. letech se celosvětově rozšířila obava z kontaminace vodovodních řadů drogou LSD; kontaminací vyhrožoval například Abbie Hoffman
- 1970: Levicově-radikální skupina Weathermen vyhrožovala biologickou kontaminací vodovodních systémů skrz celé USA za účelem vyjádření nesouhlasu s americkou imperialistickou politiku a s válkou ve Vietnamu
- 1972: Dva členové radikální pravicové skupiny Order of the Rising Sun chystali vsypání 40 kilogramů tyfových[nepřesný odkaz] bakterií do vodovodní sítě Chicaga
- 1972: Anonym hrozil zamoření new yorského vodovodního systému blíže neurčeným nervovým plynem
- 1973: Biolog hrozil zamořením německých vodovodních systémů anthraxem a botulinem za částku 8,5 milionu amerických dolarů
- 1977: Kontaminace akumulace pitné vody v Severní Karolíně neznámou chemickou látkou
- 1982: Pokus o kontaminaci vodovodního systému Los Angeles neznámou biologickou látkou
- 1983: Rozkryta síť arabských teroristů chystajících se kontaminovat Galilejského jezera neznámou chemickou látkou
- 1984: Kontaminace akumulace pitné vody ve městě The Dalles (v Oregonu) bakteriemi Salmonella členy náboženské sekty Rajneeshee; následně onemocnělo více než 750 obyvatel
- 1985: Členové krajně pravicové paramilitární skupiny The Covenant, the Sword, and the Arm of the Lord odcizili barel s 113 litry cyankáli za účelem kontaminace vodovodních systémů v New Yorku, Chicagu a Washingtonu, D.C za účelem rychlejšího příchodu Mesiáše
- 1991: Anonym vyhrožoval kontaminací vodovodního systému města Kelowna (Britská Kolumbie) neznámou biologickou látkou z důvodu nesouhlasu s válkou v Perském zálivu
- 1992: V akumulaci pitné vody na základně tureckého letectva v Istanbulu byly nalezeny stopy cyankáli, k čemuž se přihlásila Strana kurdských pracujících
- 1993: Íránské skupiny podpořené íránským ministerstvem zahraničí plánují kontaminace vodovodních systému západních měst jako odvetu za kroky západu vůči arabským státům
- 1994: Zatčen moldavský generál Nikolaj Matvejev plánující kontaminaci pitné vody rtutí v kasárnách ruské 14. armády v Tiraspolu
- 1998: Jugoslávská federální vojska otrávila kosovské zdroje pitné vody mršinami
- 1999: Ve střední Angole v oblasti jímání surové vody nalezeno přes sto mrtvých těl
- 1999: Milicionáři ve Východním Timoru (tehdy součást Indonésie) po zavraždění svých odpůrců jejich těla hodili do zdroje pitné vody
- 1999: Srbové naházeli mrtvá těla kosovských Albánců do místních zdrojů pitné vody
- 2000: Pracovníci francouzské chemičky Cellatex vylili do řeky sloužící jako zdroj surové vody 5000 litrů kyseliny sírové z důvodu nepřiznání dostatečných benefitů pracovníkům vedením společnosti
- 2000: Australská policie zatkla hackera, který se zmocnil ovládání kanalizačního systému za účelem kontaminace pitné vody
- 2001: Kontaminace vodovodního systému šesti malých křesťanských filipínských vesnic muslimskou skupinou Abú Sajjáf neznámou biologickou látkou za účelem vynucení zastavení akcí filipínské armády proti muslimským skupinám a vyhrožování kontaminací dalších soustav
- 2002: Zatčení čtyř Maročanů s napojením na Al-Káidu plánujících otrávení římského vodovodního systému cyankáli
- 2003: Zprávy Al-Káidy vyhrožující otrávením vodovodních systémů v USA
- 2003: Zatčení irácké skupiny pokoušející se otrávit zdroj pitné vody pro americkou vojenskou základnu v Jordánsku
- 2003: Kontaminace vodních zdrojů v súdánském Khasan Basao neznámou látkou
- 2004: Kontaminace vodních zdrojů v súdánském Darfuru neznámou látkou
- 2019: nádrž na pitnou vodu v jedné z keňských škol byla otrávena neznámou látkou

## Příklady technických útoků
- 1748: Obyvatelé New Yorku vypálili jímací objekt vodovodní soustavy v Brooklynu kvůli nesouhlasu s aktuálním stavem vodoprávních dokumentů
- 1841: Zničena vodní nádrž v kanadském Ontariu kvůli údajnému špatnému vlivu na zdraví obyvatel
- 1844: Zničena vodní nádrž v americkém Ohiu kvůli údajnému špatnému vlivu na zdraví obyvatel
- 1850: Útok na vodní nádrž v americkém New Hampshire kvůli změně výšky hladiny podzemní vody
- 1853–1861: Opakované útoky na nádrže v jižní Indianě kvůli údajnému špatnému vlivu na zdraví obyvatel
- 1887: Zničení kanálu v americkém Ohiu dynamitem kvůli údajnému špatnému vlivu na zdraví obyvatel, ke znovunastolení pořádku v okolí povolána armáda
- 1890: Zničení kanálu v kanadském Ontariu jako protest vůči anglickému chování v Irsku
- 1907–1913: Opakované útoky na vodovodní systém v Los Angeles kvůli změně výšky hladiny podzemní vody
- 1965: Útok členů palestinského hnutí Al-Fatah na izraelskou čerpací stanici, útok selhal
- 1980: Opakované útoky na přehradu Cahora Bassa členy Mosambijského národního odporu
- 1998: Velitel tádžických partyzánských jednotek Makhmud Khudoberdjev vyhrožoval útokem na přehradu (která je součástí Kairakkhumského kanálu)
- 1998: Opakované útoky na přehradu Inga v Kongu za účelem svržení prezidenta Kabily
- 1999: Bombový útok na vodovodní přivaděč zásobující zambijskou Lusaku
- 1999: Objevena podomácku vyrobená bomba na přehradě Wallmansthal nedaleko Pretorie za účelem přerušení zásobování farmářů pitnou vodou
- 2001: Opakované útoky Palestinců na izraelskou vodovodní infrastrukturu a na izraelské vodohospodářské pracovníky
- 2001: Boje mezi makedonskou a albánskou armádou měly za důsledek zničení infrastruktury, v důsledku které bylo město Kumanovo 12 dní bez pitné vody
- 2002: Zničení jímacího zařízení surové vody u nepálského města Khalanga skupinou Khumbuwanská osvobozenecká fronta
- 2002: Revoluční ozbrojené síly Kolumbie zničily výbušným zařízením vodovodní přivaděč pitné vody kolumbijského hlavního města Bogoty
- 2002: Blíže neurčené výhrůžky poškození vodovodního systému amerického města Winter Park skupinou Earth Liberation Front
- 2003: Čtyři výbušné systémy vyrobené skupinou Earth Liberation Front byly nalezeny v areálu plničky lahví pitné vody v americkém Michiganu z důvodu údajného neoprávněného odběru minerální vody firmou Nestlé
- 2003: Výbuch bomby v areálu úpravny vody v kolumbijském Kali zabil tři vodohospodářské pracovníky z důvodů nesouhlasu neznámé skupiny s privatizací vodohospodářské firmy
- 2003: Bombové útoky na různé části bagdádské vodohospodářské infrastruktury
- 2003: Bombové útoky na zdroje pitné vody v súdánské Tině
- 2004: Při bojích s muslimskými ozbrojenými skupinami došlo v Pákistánů k poškození velkého množství vodohospodářské infrastruktury
- 2004: V Kašmíru bylo výbušným zařízením zabito 12 indických bezpečnostních pracovníků střežících objekt úpravny vody
- 2006: Zničením technického zařízení úpravny vody bylo přerušeno zásobování pitnou vodou severních částí ostrova skupinou Tamil Tiger
- 2019: nedostatek pitné vody v Jižním Súdánu vyústil v rapidní nárůst únosů dětí
- 2019: Výbušné zařízení zničilo vodovodní přivaděč na východě Ukrajiny a odřízlo tak 3 miliony obyvatel k přístupu k pitné vodě
- 2019: devět vodohospodářských pracovníků zabito a 26 zraněno při bojích na východě Ukrajiny

## Příklady kybernetických útoků
- 2021: Neznámý hacker se pokoušel pomocí vzdáleného přístupu k počítači úpravny vody ve floridském Oldsmar zvýšit koncentraci hydroxidu sodného na 100násobek, čímž by vytvořil z pitné vody žíravinu; pokus odvrátil zaměstnanec ÚV[3]